# プリズナー・オブ・アイス
『プリズナー・オブ・アイス』（Prisoner of Ice）とは、インフォグラム社が開発し1995年にPC（MS-DOS/Windows/Classic Mac OS）にて発売された、アドベンチャーゲームである。ハワード・フィリップス・ラヴクラフトのクトゥルフ神話の小説『狂気の山脈にて』に基づいたアドベンチャーゲームになっている。家庭用ゲーム機への移植では、唯一日本でエクシング・エンタテイメントから1997年12月23日にプレイステーション用、同年12月25日にセガサターン用のソフトとして『プリズナー・オブ・アイス～邪神降臨～』のタイトルで発売された。

## 概要
1937年、イギリス軍による｢ポラリス作戦｣により南極大陸で発見された、氷漬けの「プリズナー・オブ・アイス」と呼ばれる怪物。この怪物の兵器利用を企むナチス・ドイツ軍による攻撃が始まった。アメリカ軍より依頼を受け主人公のアメリカ軍諜報部のライアン大尉は｢ポラリス作戦｣に参加し、潜水艦ヴィクトリア号に乗り込み南極へ向かい、基地でナチスや怪物と戦う。全6章からなる物語で構成されている。
ゲームシステムは主人公ライアン大尉の移動や調べたい部分をカーソルでクリックしていくと言うもので、同じタイプのアドベンチャーゲームにダークシードなどがある。対象となるクリックポイントにポインタを合わせると、画面下部に文字が表示される。また、これより以前の1993年には同じインフォグラムが開発した当ゲームに似たクトゥルフ神話のアベンチャーゲームとして、「Shadow of the Comet」が発売されている。